# 타이치 0
타이치 0(太极1从零开始, Tai Chi 0)는 2012년 공개된 중국의 영화이다.

## 줄거리
영화 "타이치 0"은 전통적으로 외부인에게 전수되지 않던 진가 태극권이 양로선이라는 첫 외부인에게 전수되는 과정을 가상으로 그린 무협 영화이다. 주인공 양로선은 머리에 이상한 혹을 달고 태어났는데, 이 혹에 강한 충격이 가해지면 엄청난 힘을 발휘하지만 건강에 심각한 위협을 받는다는 비밀을 안고 있다. 그는 반황제 세력인 신진교의 군인으로, 자신의 능력을 전투에 이용당하다가 죽음을 피하기 위해 진가 마을로 향한다.
진가 마을은 외부인에게 무술을 가르치지 않는 전통을 지키고 있었지만, 양로선은 특유의 끈기와 뛰어난 모방 능력을 발휘해 결국 마을에 들어가 태극권을 배우게 된다. 그 과정에서 마을의 고수인 진옥냥과 결혼하게 되는데, 이는 그가 태극권을 훔친 죄로 처벌받기 직전 그를 구하기 위한 일종의 위장 결혼이었다. 진옥냥은 처음에는 양로선을 제자로 여기며 그를 가르치지만, 점차 그에게 사랑을 느끼게 된다.
한편, 진가 마을 출신이지만 외부인 취급을 받던 방자경은 서양 기술을 배우고 돌아와 마을에 철도를 놓으려다 실패하자 절망에 빠진다. 그는 사랑하는 서양 여성 클레어와 함께 증기 기관차를 마을에 끌고 오지만, 이 기계가 파괴되면서 클레어마저 목숨을 잃자 복수를 다짐하며 마을을 떠난다. 이후 그는 군대를 이끌고 다시 마을로 돌아와 싸움을 벌이지만, 결국 마을 사람들에 의해 저지당하고 상처만 입은 채 물러서게 된다. 이 영화는 양로선이 태극권을 배우고, 방자경의 복수심이 끓어오르는 이야기를 중심으로, 그 과정에서 벌어지는 인물들의 갈등과 성장을 보여준다.

## 출연

### 주연
- 원효초
- 안젤라베이비
- 양가휘
- 펑위옌
- 풍소봉

### 특별출연
- 서기
- 오언조
- 풍덕륜
- 사현
- 유위강

### 조연
- 풍쉬범
- 양소룡
- 풍극안
- 진사성
- 영달
- 피터 스토메어
- 유벽려
- 슝나이진
- 웅흔흔
- 원문강

## 기타
- 프로듀서: 이연걸
- 미술: 협금첨
- 시각효과: 추지성
- -무술감독: 홍금보
- 의상: 협금첨